# Casa Bomante
La Casa Bomante, también conocida como la Casa Bomonti, es una casa histórica ubicada en Cleveland, la ciudad más poblada del estado de Ohio (Estados Unidos). Construido en 1905 en el estilo chalet suizo con elementos románicos richardsonianos, ejemplifica el impacto arquitectónico de una de las comunidades de inmigrantes más grandes de Cleveland.

## Historia
Frederick W. Bomonti nació en Suiza hacia 1864. Emigró a Estados Unidos en 1882, y en 1883 se unió a Loew & Sons Co., una empresa mayorista de licores. En 1911, abrió una tienda de delicatessen en el Cleveland Arcade. Resultó tan popular que más tarde lo amplió hasta convertirlo en un restaurante que se convirtió en uno de los más famosos de Cleveland. En 1916, Bomonti se convirtió en gerente de Loew & Sons. Se retiró del negocio de los restaurantes en 1920 a favor de su hijo, Werner.
Bomonti era conocido a nivel nacional en los círculos suizoamericanos. Durante 10 años, fue tesorero nacional de la North American Swiss Alliance, una federación de 90 sociedades benevolentes suizoamericanas.
La Casa Bomonti fue construida en 1905. La casa tiene el estilo Swiss Chalet Revival, como corresponde a la herencia étnica de Bomonti. No se conoce al arquitecto. El estado de Ohio fue el principal destino entre 1870 y 1890 para los suizos que emigraron a los Estados Unidos, y Cleveland fue una de las principales ciudades de Ohio para que los suizos se establecieran. La Casa Bomonti ejemplifica el tipo de arquitectura preferida por este gran e importante grupo étnico en Cleveland.
Martha "Fannie" Loew ( née Bomonti), hermana de Federico, casó en la familia Loew y vivía con Frederick Bomonti en la casa después de que su marido murió. Continuó viviendo allí después de la muerte de Frederick Bomonti en febrero de 1941.